# Helgafellssveit
Helgafellssveit – gmina w zachodniej Islandii, w regionie Vesturland. Położona jest w środkowej części półwyspu Snæfellsnes, po jego północnej stronie, na południowym wybrzeżu fjordu Breiðafjörður, między mniejszymi fiordami Hraunsfjörður i Álftafjörður. Od północy sąsiaduje z miastem Stykkishólmur (gmina Stykkishólmsbær). Należy do najmniejszych pod względem liczby ludności gmin Islandii - na początku 2018 roku zamieszkiwało ją 58 osób.

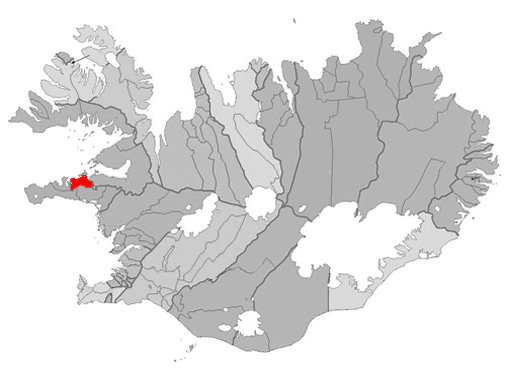
Położenie gminy Helgafellssveit

W 1994 roku podjęto decyzję o połączeniu z gminą Stykkishólmur, ale została ona cofnięta w 1995 roku.